# Gitmo – Krigets nya spelregler
Gitmo: The new rules of war, svensk titel Gitmo: Krigets nya spelregler, är en dokumentärfilm om den amerikanska Guantanamobasen på Kuba. Filmen är regisserad av Erik Gandini och Tarik Saleh och producerad av Kristina Åberg. Gitmo är en samproduktion mellan film- och TV-bolagen Atmo, Zentropa, SVT och YLE med stöd från Svenska Filminstitutet, Danska Filminstitutet och Nordisk Film- och TV-fond. Gitmo vann priset Bästa dokumentär i Seattle Film Festival 2006. Musiken till filmen är skapad av Krister Linder. Filmmusiken tilldelades första pris på franska Festival international Musique et Cinéma i Auxerre i oktober 2006 för Bästa musik i TV-film.
Filmen innehåller bland annat intervjuer med Mehdi Ghezali och den amerikanske före detta generalmajoren Geoffrey Miller. Den hade premiär 10 februari 2006.